# Jim O’Neal
Jim O’Neal (* 25. November 1948 in Fort Wayne, Indiana) ist ein US-amerikanischer Bluesexperte, Autor, Musikproduzent und Labelbetreiber.
1970 gründete er mit Amy van Singel und anderen in Chicago das erste amerikanische Bluesmagazin Living Blues. Er schrieb die Kolumne – und später den Blog – BluEsoterica.
1980 war er Mitgründer des Plattenlabels Rooster Blues. Ab 2007 betrieb er das Label Stackhouse in Clarksdale (Mississippi) und Kansas City (Missouri). 1993 produzierte O’Neal für Rooster Blues das Debütalbum von Lonnie Shields, Portrait, das sehr gut aufgenommen und als eines der besten Debüts des Jahres gelobt wurde.
Zusammen mit Amy van Singel, mit der er auch von 1970 bis 1987 verheiratet war, veröffentlichte er 2002 das Buch The Voice of the Blues: Classic Interviews from Living Blues Magazine. Genau wie Amy ist er dreifach in der Blues Hall of Fame der Blues Foundation vertreten: mit dem Magazin Living Blues (1982), mit dem Buch The Voice of the Blues (2012), und persönlich in der Kategorie „Non-Performer“ (2002).